# Cadell (armes de foc)

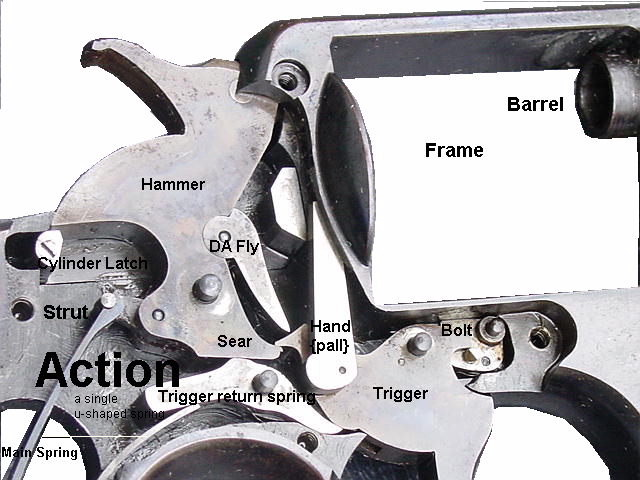
Cadell mostrat en un revòlver

En una arma de foc, el cadell és la part del mecanisme del disparador que reté el martell o percussor, cap enrere fins que s'hagi aplicat la pressió correcta al disparador; moment en què el martell o percussor és alliberat per disparar l'arma. El cadell pot ser una peça independent o pot ser una part incorporada al propi disparador. Alguns mecanismes de cadell també s'empren amb freqüència en el tir amb arc com ajudes d'alliberament de la fletxa.

## Història
El cadell s'ha trobat en armes tant primitives com la ballesta.

## Descripció

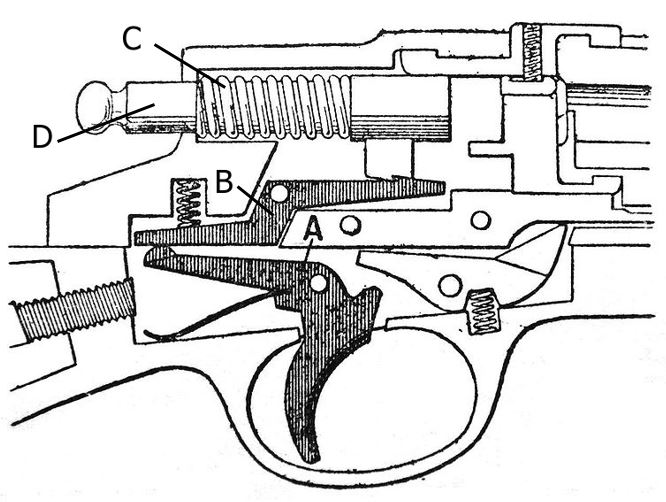
Cadell (B), mostrat en un rifle

Com assenyala un fabricant d'armes de foc: 
Cadell - Una barra punxeguda, que descansa en una osca (en anglès: "bent") del martell (en anglès: "tumbler"), que reté el martell sota la tensió de la molla principal. Quan s'allibera el disparador, la barra punxeguda surt de la seva osca, deixant anar el martell i disparant la pistola.
El terme "cadell" de vegades és utilitzat incorrectament per a descriure el disparador complet.
En un disparador, hi pot haver qualsevol nombre de cadells. Per exemple, un revòlver de simple acció Ruger Blackhawk en té un per alliberar el martell. Un revòlver Ruger Redhawk de doble/simple acció en té dos, un per l'alliberament de la simple acció i l'altre per a l'alliberament de la doble acció. Un rifle Browning BLR conté tres cadells, tots utilitzats simultàniament per alliberar el martell. En molts rifles de foc selectiu existeixen dos cadells, un per al foc semiautomàtic i el segon per al foc automàtic. En aquest cas, el commutador selector es desactiva l'un sobre l'altre
El cadell és un component clau per a les característiques de tracció del disparador. Els cadells més grans generen més resistència mentre que els més curts produeixen un tracte fi. Les empreses del mercat de recanvis, com Bold, Timney i Jewell, tenen productes en els que el cadell és ajustable segons les preferències personals. Quan un armer realitza una "tasca" per millorar la qualitat d'alliberament d'un disparador, el més freqüent és que es modifiqui el cadell.
El cadell de moltes armes de foc sovint està connectat a un disconnector, que, després d'un cicle de foc semiautomàtic, manté el martell al seu lloc fins que el disparador és alliberat i el cadell entra en acció. Moltes armes de foc, com la pistola M1911, tenen una osca en la part lliscant de l'arma de mà a la qual torna l'extrem superior del disconnector després de deixar anar el disparador. El disconnector no es retracta a la seva posició de repòs, mentre el disparador encara està pressionat per l'usuari. En altres pistoles, com la versió de la Sèrie 80 del M1911, el bloc de percussió actua com a seguretat interna, que es desactivada pel disconnector després que es premi el disparador. .
La tensió del disparador està relacionada amb la interacció del cadell amb el disparador i la molla. Es pot mesurar, regular i ajustar, però és un problema mecànic complicat.